# Eugeniusz Aniołek
Eugeniusz Aniołek (ur. 19 listopada 1915 w Kuczowie, zm. 1941) – legionista Wojska Polskiego II RP, członek załogi i obrońca Wojskowej Składnicy Tranzytowej na Westerplatte w wojnie obronnej 1939.

## Życiorys

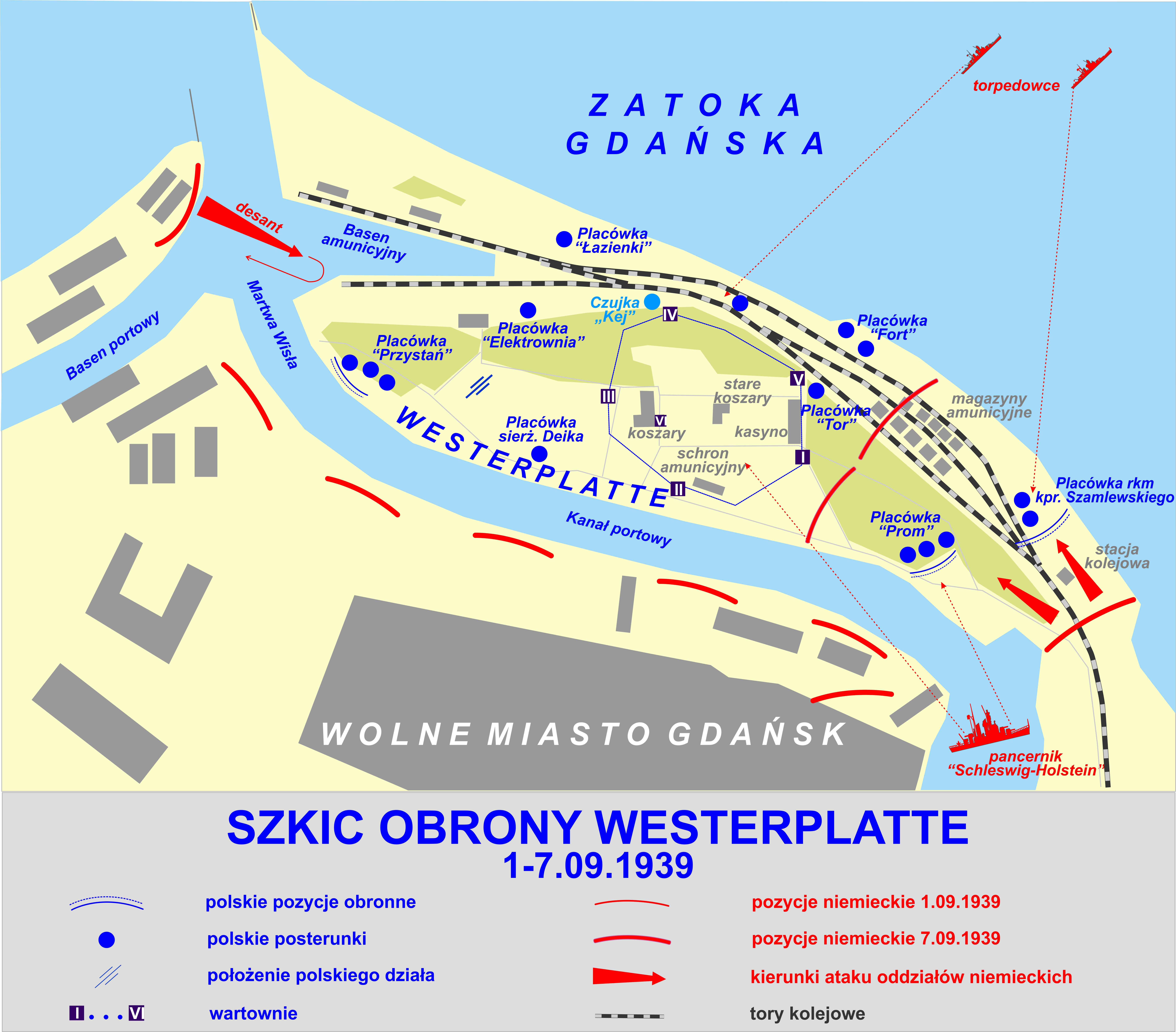
Obrona Westerplatte

Urodził się w Kuczowie. Syn Romana (gajowy) i Marii z Kempów, (inne źródła nazwisko matki podają jako Kanpa). Służbę wojskową odbywał w 4 pułku piechoty Legionów w Kielcach, skąd został skierowany na Westerplatte, dokąd przybył pod koniec marca 1939. Brał udział w obronie Westerplatte.
Po kapitulacji był jeńcem Stalagu I A Stablack w Prusach Wschodnich, nr jeniecki 1902. Przebywał w obozie karnym za usiłowanie ucieczki. Małżonka otrzymywała z obozu listy i talony na paczki. A następnie od 1941 pracował w majątkach w okolicach Bartoszyc jako robotnik przymusowy. Ostatnia paczka żywnościowa powróciła do rodziny bez żadnej adnotacji. Po zakończeniu działań wojennych nie powrócił w strony rodzinne. Poszukiwania przez PCK nie odniosły rezultatu. Został uznany za zmarłego.
W filmie Westerplatte Stanisława Różewicza z 1967 roku w postać Eugeniusza Aniołka wciela się Andrzej Kozak.

## Upamiętnienie
- Tablica na Westerplatte z nazwiskiem Aniołka[6]
- Tablica na kościele pod wezwaniem Najświętszej Marii Panny Królowej Polski na starachowickim osiedlu Michałów[2].